# Gorgues de Mas Badia
Les gorgues del mas Badia són un sistema llacunar de dues basses d'origen natural que es localitzen al municipi de la Tallada d'Empordà.
Sembla que les dues llacunes es formaren als anys 1940 com a conseqüència d'una avinguda del riu Ter. Ocupen una superfície total d'1,5 hectàrees. La proximitat del curs fluvial del Ter facilita la filtració d'aigua freàtica i la seva inundació permanent. Les comunitats vegetals més característiques són els canyissars i els creixenars amb glicèria. Pel que fa a la vegetació forestal es troba algun arbre de ribera dispers sense arribar a formar una comunitat definida. L'espai destaca també per la presència d'herbassars de Potamogeton pectinatus sota les aigües. Pel que fa a la fauna, la llacuna petita és un punt important per a la reproducció d'amfibis, mentre que la llacuna gran ofereix refugi a anàtids i ardèids a més d'allotjar una variada fauna piscícola. En definitiva, es tracta de dues llacunes de notable singularitat on l'aspecte més interessant és la conservació de macròfits. Entre els factors que poden fer perillar l'estat de conservació de les gorgues del mas Badi a cal fer esment de les extraccions d'aigua per al reg i d'alguns intents de reblir-les per reconvertir-les en conreus o plantacions. Així mateix, les plantacions per aprofitament de fusta adjacents limiten l'àmbit potencial de distribució de la vegetació higròfila quedant aquesta afectada en períodes de tala. L'espai es troba inclòs a l'espai de la Xarxa Natura 2000